# Фернандес, Сено
Сено Фернандес д'Акоста (исп. Zeno Fernández d'Acosta, 25 июня 1940, Занзибар — 7 мая 2016) — мексиканский хоккеист (хоккей на траве), полузащитник. Основоположник хоккея на траве в Мексике.

## Биография
Сено Фернандес родился 25 июня 1940 года в султанате Занзибар. 
В подростковом возрасте выступал за сборную Занзибара на чемпионате Восточной Африки по хоккею на траве. Ещё до революции в Занзибаре перебрался в Кению, где изучал в Найроби архитектуру. Впоследствии получил предложение учиться в магистратуре в Мексике.
Был одним из организаторов хоккея на траве в Мексике, участвовал в создании сборных страны.
В 1968 году вошёл в состав сборной Мексики по хоккею на траве на Олимпийских играх в Мехико, занявшей 16-е место. Играл на позиции полузащитника, провёл 8 матчей, забил 1 мяч в ворота сборной Японии. Этот гол стал для мексиканцев первым на международных соревнованиях. Был капитаном команды.
В 1969 году был назначен тренером мужской и женской сборных Мексики и оставался на этом посту более десяти лет. Мужская сборная под руководством Фернандеса трижды стала призёром хоккейных турниров Панамериканских игр: в 1971 году в Кали выиграла серебро и отобралась на летние Олимпийские игры в Мюнхене, а в 1975 году в Мехико и в 1979 году в Сан-Хуане стала бронзовым призёром. Женская сборная трижды участвовала в чемпионатах мира, лучшим результатом стало 7-е место в 1976 году в Западном Берлине.
В 1982 году покинул тренерские посты, но продолжал работать в спорте.
Занимался живописью, известно о его картинах с видами Занзибара.
Умер 7 мая 2016 года.

## Семья
Родители Сено Фернандеса Х. Фернандес и Идиана эмигрировали из Гоа. У него был брат Дуглас и сестра Нора.
У Фернандеса и его жены Эстреллы было трое детей: Элвин, Таня и Руи.

## Память
В 1999 году введён в Зал славы Мексиканской спортивной конфедерации.